# Бензоат магния
Бензоат магния — химическое соединение,
соль магния и бензойной кислоты
с формулой Mg(C6H5COO)2,
бесцветные кристаллы,
растворяется в воде,
образует кристаллогидраты.

## Получение
- Реакция гидроксида магния и бензойной кислоты:

{\displaystyle {\mathsf {Mg(OH)_{2}+2C_{6}H_{5}COOH\ {\xrightarrow {}}\ Mg(C_{6}H_{5}COO)_{2}+2H_{2}O}}}

## Физические свойства
Бензоат магния образует бесцветные кристаллы.
Растворяется в воде и этаноле.
Образует кристаллогидрат состава Mg(C6H5COO)2•3H2O, который теряет воду при 110°С.